# بطانه
بَطانه، روستایی است از توابع بخش مرکزی در شهرستان دیر استان بوشهر ایران.

## جمعیت
این روستا در دهستان اولی قرار دارد و بر اساس سرشماری سال ۱۳۹۵ جمعیت آن زیر سه خانوار یا خالی از سکنه است.